# 伊予消防等事務組合
伊予消防等事務組合（いよしょうぼうとうじむくみあい）は、愛媛県伊予市、伊予郡松前町、砥部町の1市2町で構成する一部事務組合。

## 事務内容
1. 消防に関する事務（消防団、消防水利に関する事務を除く）
2. 救急に関する事務
3. 高圧ガス消費者への立入調査に関する事務
4. 液化石油ガス設備工事の届出受理に関する事務
5. 火葬場の管理運営に関する事務

2018年（平成30年）4月1日現在

## 組織

### 職員定数
- 合計 - 162人[2]
  - 伊予消防等事務組合事務局 - 3人
  - 伊予消防等事務組合消防本部 - 157人
  - 伊予地区広域斎場 - 2人

## 管内の現況
- 管内の人口 - 85,826人
  - 伊予市 - 35,458人
  - 松前町 - 29,790人
  - 砥部町 - 20,578人

2020年（令和2年）1月1日現在
- 管内の世帯数 - 34,584世帯
  - 伊予市 - 14,308世帯
  - 松前町 - 11,823世帯
  - 砥部町 - 8,453世帯

2020年（令和2年）1月1日現在
- 管内の面積 - 316.44km2
  - 伊予市 - 194.44km2
  - 松前町 - 20.41km2
  - 砥部町 - 101.59km2

2020年（令和2年）1月1日現在

## 消防本部
伊予消防等事務組合消防本部（いよしょうぼうとうじむくみあいしょうぼうほんぶ）は、愛媛県伊予市、伊予郡を管轄する消防部局（消防本部）。

### 沿革
- 1972年（昭和47年）9月13日 - 伊予消防組合が発足する[6]。
- 1973年（昭和48年）3月31日 - 伊予消防組合が消防業務を開始する[6]。
- 1982年（昭和57年）7月31日 - 伊予消防組合を伊予消防等事務組合に改称する[6]。
- 1993年（平成5年）4月1日 - 救助隊が発足する[6]。
- 1994年（平成6年）1月1日 - はしご隊が発足する[6]。
- 1996年（平成8年）8月1日 - 水難救助隊が発足する[6]。
- 1997年（平成9年）2月26日 - 高速救急隊が発足する[6]。
- 1998年（平成10年）4月1日 - 携帯電話による119番通報受信の運用を開始する[6]。
- 2004年（平成16年）4月1日 - 水難救助隊を廃止する[6]。
- 2013年（平成25年）3月22日 - 伊予消防署庁舎と車庫棟を新築[7]。
- 2014年（平成26年）1月31日 - 砥部消防署庁舎と車庫棟を新築[7]。

### 組織
- 消防長（消防監）
  - 消防次長（消防司令長）
    - 総務課
    - 予防課
    - 警防課
    - 通信指令課
    - 伊予消防署
      - 中山出張所
      - 双海出張所

    - 松前消防署
    - 砥部消防署
      - 広田出張所

2019年（平成31年）4月1日現在

### 配置車両
| 配置車両     | 配置台数 | 特記事項        |
| ------------ | -------- | --------------- |
| 指令車       | 1台      |                 |
| タンク車     | 2台      |                 |
| ポンプ車     | 7台      | うち1台は予備車 |
| 水槽車       | 1台      |                 |
| 資機材搬送車 | 4台      |                 |
| 指揮車       | 3台      |                 |
| 救助工作車   | 1台      |                 |
| 救急車       | 7台      | うち1台は予備車 |
| 広報車       | 3台      |                 |
| 化学車       | 1台      |                 |
| その他車両   | 5台      |                 |

2019年（平成31年）4月1日現在

### 消防署等
消防署
| 消防署     | 郵便番号   | 所在地                          | 出張所     |
| ---------- | ---------- | ------------------------------- | ---------- |
| 伊予消防署 | 〒799-3111 | 愛媛県伊予市下吾川950-3         | 中山、双海 |
| 松前消防署 | 〒791-3120 | 愛媛県伊予郡松前町大字筒井809-1 |            |
| 砥部消防署 | 〒791-2120 | 愛媛県伊予郡砥部町宮内1350-2    | 広田       |

出張所
| 出張所     | 郵便番号   | 所在地                         |
| ---------- | ---------- | ------------------------------ |
| 中山出張所 | 〒791-3205 | 愛媛県伊予市中山町中山丑508    |
| 双海出張所 | 〒799-3202 | 愛媛県伊予市双海町上灘甲5818-1 |
| 広田出張所 | 〒791-2205 | 愛媛県伊予郡砥部町総津427      |